# Chitralinidae
Chitralinidae es una familia de foraminíferos bentónicos de la superfamilia Earlandioidea, del suborden Fusulinina y del orden Fusulinida. Su rango cronoestratigráfico abarca el Capitaniense (Pérmico superior).

## Discusión
Algunas clasificaciones más recientes incluyen Chitralinidae en el suborden Earlandiina, del orden Earlandiida, de la subclase Afusulinana y de la clase Fusulinata.

## Clasificación
Chitralinidae incluye a los siguientes géneros:
- Chitralina †
- Rectoformata †